# Amenia (Dakota Północna)
Amenia – miasto w Stanach Zjednoczonych, w stanie Dakota Północna, w hrabstwie Cass. W 2010 było zamieszkiwane przez 94 osoby.